# Liste der Slogans aus Präsidentschaftswahlkämpfen in den Vereinigten Staaten
Die Liste der Slogans aus Präsidentschaftswahlkämpfen in den Vereinigten Staaten sammelt verschiedene Slogans und Wahlkampfmottos, die während der Präsidentschaftswahlen von den einzelnen Kandidaten genutzt wurden. Sie sind nach Jahren sortiert.

## 1840–1896

### 1840
- „Tippecanoe and Tyler Too“ / „Tippecanoe und obendrein Tyler“ – William Henry Harrison. Tippecanoe bezieht sich hier auf die Schlacht bei Tippecanoe, in der vom späteren Präsidenten Harrison geführte Truppen gegen Tecumseh vom Stamm der Shwanee und seine Verbündeten siegten; John Tyler war Harrisons Running Mate.[1]
- „Independent Treasury and Liberty[2]“ / „Unabhängiges Finanzministerium und Freiheit“ – Martin Van Buren

### 1844
- „Fifty-Four Forty or Fight“ / „Vierundfünfzig-vierzig oder Krieg“ und „Reannexation of Texas and Reoccupation of Oregon“ / „Wiederannexion von Texas und Reokkupation von Oregon“ – von James K. Polk. Der erste Ausspruch wird häufig Polk zugeschrieben und bezieht sich auf den geografischen Breitengrad als nördlichste Grenze des Oregon-Countrys, entstand jedoch erst in den auf die Wahl folgenden Kongressdebatten.[3][4]
- „Who is James K.?“ / „Wer ist James K.?“ – Henry Clay[1]
- „Hurray, Hurray, the Country’s Risin’ – Vote for Clay and Frelinghuysen!“ / „Hurra, Hurra, das Land steigt auf – Wählt Clay und Frelinghuysen!“ – Henry Clay

### 1848
- „For President of the People“ / „Zum Präsidenten des Volkes“ – Zachary Taylor
- „The Sub Treasury and the Tariff of ’46“ / „Das Schatzamt und der Zolltarif von `46“ – Lewis Cass

### 1852
- „We Polked you in ’44, We shall Pierce you in ’52“ / „Wir haben euch im Jahr 1844 angestubst/’’gepolkt’’, wir werden euch 1852 durchbohren/’’piercen’’ (nicht übersetzbares Wortspiel mit dem Namen des früheren Präsidenten James K. Polk und dem ähnlich klingenden englischen Verbum ’’to poke’’ – stubsen, sowie mit dem Namen des Kandidaten Franklin Pierce und dem englischen Verbum ’’to pierce’’ – durchbohren“)  – Franklin Pierce[1]
- „The Hero of Many Battles.“  / „Der Held vieler Schlachten“ – Winfield Scott
- „First in War, First in Peace“ / „Erster im Krieg, erster im Frieden“ – Winfield Scott

### 1856
- „Free Soil, Free Labor, Free Speech, Free Men, Frémont“ / „Freie Erde, freie Arbeit, freie Rede, freie Menschen, Frémont“ – John C. Frémont[1]
- „We’ll Buck ’em in ’56“ / „’56 werden wir sie abschütteln“ – James Buchanan, eine Anspielung auf „Old Buck“, ein Spitzname des Kandidaten, und ein Wortspiel mit ’’to buck’’ - „abwerfen“ (z. B. einen Reiter)

### 1860
- „Vote yourself a Farm“ / „Wähle dir einen Bauernhof“ – Abraham Lincoln (hier nicht im Sinne von „einen Hof auswählen“, sondern von „an der Wahl teilnehmen“)[1]
- „Honest old Abe“ / „Ehrlicher alter Abe“ – Abraham Lincoln
- „The Union must and shall be preserved!“ / „Die Union muss und wird erhalten bleiben“ – Abraham Lincoln
- „Protection to American industry“ / „Schutz der amerikanischen Industrie“ – Abraham Lincoln
- „True to the Union and the Constitution to the last.“/ „Treu zur Union und zur Verfassung bis zuletzt“ – Stephen A. Douglas
- „The champion of popular sovereignty“/ „Der Kandidat der Volkssouveranität“ – Stephen A. Douglas
- „The Union now and forever“ / „Die Union jetzt und für immer“ – Stephen A. Douglas
- „The Union and the Constitution“ / „Die Union und die Verfassung“ – John Bell

### 1864
- „Don’t trade horses in midstream“ / „Wechsle die Pferde nicht in der Mitte des Stromes“ – Abraham Lincoln
- „An honorable, permanent and happy peace.“ / „Ein ehrenhafter, dauerhafter und glücklicher Frieden“ – George B. McClellan

### 1868
- „Let Us Have Peace“ / „Lasst uns Frieden haben“ – Ulysses S. Grant
- „Vote as You Shot“ / „Wähle so, wie du [im Sezessionskrieg] geschossen hast“ – Ulysses S. Grant
- „Peace, Union, and constitutional government.“ / „Frieden, Einheit und eine verfassungsgemäße Regierung“ – Horatio Seymour

### 1872
- „Grant Us Another Term“ / „Gewährt uns eine weitere Amtszeit“ (Wortspiel mit dem Nachnamen des Kandidaten) – Ulysses S. Grant
- „Turn The Rascals Out“ / „Jagt die Strolche raus“ – Horace Greeley, ein gegen Ulysses S. Grant und die Ära des „Good Stealing“ gerichteter Slogan.

### 1876
- „Tilden or Blood!“ / „Tilden oder Blut“ – Samuel J. Tilden
- „Hayes the true and Wheeler too“ / „Hayes, den aufrichtigen, und obendrein Wheeler“ – Rutherford B. Hayes und William A. Wheeler

### 1884
- „Rum, Romanism and Rebellion“ / „Rum, Römlinge und Rebellion“ – ein republikanischer Slogan, der die demokratische Stammwählerschaft als aus Südstaatlern und gegen die Prohibition eingestellten Katholiken zusammengesetzt hinstellen sollte
- „Blaine, Blaine, James G. Blaine, The Continental Liar from the State of Maine“ / „Blaine, Blaine, James G. Blaine / der kontinentale Lügner aus dem Staate Maine“ – Grover Cleveland, greift damit unethische Geschäfte auf, die Blaine zum Bau der Eisenbahn getätigt haben soll[5]
- „Ma, Ma, where’s my Pa?“ / „Mutter, Mutter, wo ist mein Vater?“ – James G. Blaine. Nachdem er Cleveland unterlegen war, ergänzten dessen Unterstützer: „Gone to the White House, Ha, Ha, Ha!“ / „Er ging in das Weiße Haus, ha, ha, ha!“

### 1888
- „Rejuvenated Republicanism“ / „Verjüngter Republikanismus“ – Benjamin Harrison[1]
- „Tippecanoe and Morton too“ – „Tippecanoe und obendrein Levi P. Morton“, Anspielung auf den Großvater des Kandidaten, William „Old Tippecanoe“ Harrison, und seinen Wahlslogan von 1840 „Tippecanoe and Tyler too“[1].
- „Unnecessary taxation oppresses industry“ / „Unnötige Besteuerung unterdrückt die Industrie“ – Grover Cleveland
- „Reduce the tariff on necessaries of life.“ / „Reduziert die Zölle auf die Notwendigkeiten des Lebens“ – Grover Cleveland

### 1892
- „Our choice: Cleve and Steve“ / „Unsere Wahl: Cleve und Steve“ – Grover Cleveland und Adlai Stevenson
- „Tariff Reform“ / „Zollreform“ – Grover Cleveland
- „No Lodge Bill“ / „Kein Lodge-Gesetz“ – Grover Cleveland; das Lodge-Gesetz (nach Henry Cabot Lodge) sollte Erschwernisse für die Teilnahme Schwarzer an Wahlen im amerikanischen Süden beseitigen
- „Harrison and Protection“ / „Harrison und Protektionismus“ – Benjamin Harrison. Der Slogan bezieht sich auf protektionistische Schutzzölle zum Schutz der einheimischen Wirtschaft vor dem Wettbewerb mit ausländischen Produkten.
- „Protection - Reciprocity - Honest Money“ / „Protektion - Reziprozität - Ehrliches Geld“ – Benjamin Harrison. Neben Schutzzöllen bringt der Slogan die Bemessung des amerikanischen Zolltarifs nach den von anderen Staaten auf amerikanische Produkte verhängten Einfuhrabgaben zur Sprache.

### 1896
- „Patriotism, Protection, and Prosperity“ / „Patriotismus, Protektion und Wohlstand“ – William McKinley. Auch hier wird eine protektionistische Gesetzgebung versprochen.
- „No Cross of Gold, No Crown of Thorns“ / „Kein Kreuz aus Gold, keine Krone aus Dornen“ – William Jennings Bryan. Bryan wandte sich gegen den Goldstandard anstelle des bisherigen Bimetallismus.

## 1900–1920

### 1900
- „Four more years of the full dinner pail“ / „Vier weitere Jahre mit gefüllter Schüssel“ – William McKinley
- „Let Well Enough Alone“ / „Lasst es uns alleine machen“ – William McKinley
- „Free Silver“ – William Jennings Bryan[6]

### 1904
- „To Assure Continued Prosperity“ / „Dauerhaften Wohlstand sichern“ – Theodore Roosevelt
- „National Unity. Prosperity. Advancement“ / „Nationale Einheit. Wohlstand. Fortschreiten“ - Theodore Roosevelt

### 1908
- „A Square Deal For All“ / „Ein fairer Deal für alle“ – William Howard Taft
- „Facing the Future“ /„Der Zukunft ins Auge sehen“ – William Jennings Bryan

### 1912
- „It is nothing but fair to leave Taft in the chair“ / „Es ist nur fair, Taft auf dem Stuhl zu belassen“ – William Howard Taft
- „Win with Wilson“ / „Gewinnen mit Wilson“ – Woodrow Wilson
- „Vote for 8 Hour Wilson“ / „Wähle Acht-Stunden-Wilson“ – Woodrow Wilson
- „I am for Wilson and an Eight-hour day“ / „Ich bin für Wilson und den Acht-Stunden-Tag“ – Woodrow Wilson
- „The man of the eight hour day“ / „Der Mann für den Acht-Stunden-Tag“ – Woodrow Wilson
- „A Square Deal All Around“ / „Ein rundum fairer Deal“ – Theodore Roosevelt

### 1916
- „He kept us out of war“ / „Er hielt uns aus dem Krieg heraus“ – Woodrow Wilson. Gemeint war der Erste Weltkrieg.[1]
- „He proved the pen mightier than the sword.“ / „Er zeigte, dass die Feder mächtiger ist als das Schwert“ – Woodrow Wilson

### 1920
- „Return to normalcy“ / „Zurück zur Normalität“ – Warren G. Harding, im Anschluss an den Ersten Weltkrieg.[1]
- „America First“ / „Amerika zuerst“ - Warren G. Harding
- „Peace. Progress. Prosperity.“ / „Frieden. Fortschritt. Wohlstand.“ – James M. Cox
- „Cox and Cocktails“ – James M. Cox[7]
- „From Atlanta Prison to the White House, 1920.“ / „Aus dem Gefängnis in Atlanta in das weiße Haus, 1920“ - Eugene V. Debs, in Anspielung auf seine Inhaftierung während des Ersten Weltkriegs[8]

## 1924–1996

### 1924
- „Keep Cool and Keep Coolidge“ / „Behaltet Ruhe und behaltet Coolidge“ – Calvin Coolidge[1]
- „Honest Days With Davis“ / „Ehrliche Tage mit Davis“ – John W. Davis

### 1928
- „Who but Hoover?“ / „Wer, wenn nicht Hoover?“ – Herbert Hoover
- „A chicken in every pot and a car in every garage“ / „Ein Huhn in jeden Topf und ein Auto in jede Garage“ – Herbert Hoover
- „A Christian in the White House“ / „Ein Christ im Weißen Haus“ – Herbert Hoover[1]
- „Make all your wet dreams come true“ / „Lasst alle eure feuchten Träume wahr werden“ – Alfred E. Smith, Mit „feucht“ war hier der Alkohol gemeint, Smith trat für die Aufhebung der Prohibition ein[7]

### 1932
- „Happy Days Are Here Again“ / „Die glücklichen Tage sind zurück“ – Franklin D. Roosevelt[9]
- „We are turning the corner“ / „Wir kriegen die Kurve“ – von Herbert Hoover, während der großen Depression

### 1936
- „Defeat the New Deal and Its Reckless Spending“ / „Annulliert den New Deal und seine unbesonnenen Ausgaben“ – Alf Landon
- „Let’s Get Another Deck“ / „Lasst uns ein neues Spiel beginnen“ – Alf Landon; er nutzt hier eine Kartenspielmetapher als Antwort auf die „new deal“-Metapher von Franklin D. Roosevelt[7]
- „Let’s Make It a Landon-Slide“ / „Lasst es uns zu einem Landon-Rutsch machen (Wortspiel mit englisch ’’landslide’’ – Erdrutsch, auch übertragen überwältigender Sieg)“ – Alf Landon
- „Life, Liberty, and Landon“ / „Leben, Freiheit und Landon“ – Alf Landon
- „Remember Hoover!“ / „Erinnert euch an Hoover!“ – Franklin D. Roosevelt
- „Sunflowers Die in November“ / „Sonnenblumen sterben im November“ – Franklin D. Roosevelt; ein Seitenhieb auf den Mitbewerber Alf Landon, der aus dem „Sunflower State“ Kansas stammte - die Wahl fand im November statt

### 1940
- „No Fourth Term Either“ / „Auch keine vierte Amtszeit mehr“ – Wendell Willkie
- „Roosevelt for Ex-President“ / „Roosevelt zum Ex-Präsidenten“ – Wendell Willkie
- „There’s No Indispensable Man“ / „Kein Mensch ist unersetzlich“ – Wendell Willkie
- „We Want Willkie“ / „Wir wollen Willkie“ –  Wendell Willkie
- „Win with Willkie“ / „Gewinne mit Willkie“ – Wendell Willkie[1]
- „Better A Third Term Than A Third Rater“ / „Besser eine dritte Amtszeit als eine dritte Wahl“ – Franklin D. Roosevelt[10]

### 1944
- „Don’t swap horses in midstream“ / „Wechsele die Pferde nicht in der Mitte des Stromes“ – Franklin Roosevelt. Dieser Slogan wurde zuvor von Abraham Lincoln 1864 verwendet
- „We are going to win this war and the peace that follows“ / „Wir werden diesen Krieg gewinnen und den Frieden, der darauf folgt“ – von Franklin D. Roosevelt am Ende des Zweiten Weltkriegs[10]
- „Well, Dewey, or Don’t We“ – Thomas E. Dewey, Wortspiel mit seinem Nachnamen[7]

### 1948
- „I’m just wild about Harry“ / „Ich bin einfach verrückt nach Harry“ – Harry S. Truman, aus einem populären Song von 1921, geschrieben von Noble Sissle und Eubie Blake[11]
- „Pour it on ’em, Harry!“ / „Zeig’s ihnen, Harry!“ – Harry S. Truman

### 1952
- „I like Ike“ / „Ich mag Ike“ – Dwight D. Eisenhower[1]
- „Madly for Adlai“ / „Verrückt nach Adlai“ – Adlai Stevenson
- „All the Way with Adlai“ – Adlai Stevenson[7]

### 1956
- „I still like Ike“ / „Ich mag Ike noch immer“ – Dwight D. Eisenhower, Fortsetzung seines 1952er Slogans[1]
- „Peace and Prosperity“ / „Frieden und Wohlstand“ – Dwight D. Eisenhower[1]
- „Adlai and Estes – The Bestes“ – Adlai Stevenson und Estes Kefauver

### 1960
- „A time for greatness 1960“ / „Eine Zeit für Größe 1960“ – John F. Kennedy; Kennedy nutzte ebenfalls „We Can Do Better“ / „Wir können es besser“
- „The New Frontier“ / Die neue Grenze – John F. Kennedy[1]
- „Peace, Experience, Prosperity“ / „Frieden, Erfahrung, Wohlstand“ – Richard Nixon

### 1964
- „All the way with LBJ“ / „Den ganzen Weg mit LBJ“ – Lyndon B. Johnson[10]
- „For the USA“ / „Für die USA“ – Lyndon B. Johnson
- „The Best Man for the Job“ / „Der beste Mann für den Job“ – Barry Goldwater
- „In Your Heart, You Know He’s Right“ / „In deinem Herzen weißt du, dass er richtig liegt“ – Barry Goldwater[7]
- „In Your Guts, You Know He’s Nuts“ / „In deinem Bauch weißt du, dass er spinnt“ – Lyndon B. Johnson[7]

### 1968
- „This time, vote like your whole world depended on it“ / „Wähle diesmal, als würde deine ganze Welt davon abhängen“ – Richard Nixon, erfunden von Norman Herwood
- „To Begin Anew...“ / „Von vorne anfangen“ – Gene McCarthy
- „Nixon’s the One“ / „Nixon ist der Richtige“ – Richard M. Nixon[1]
- „The Winnig Team“ / „Das Gewinner-Team“ – Richard M. Nixon
- „Click with Dick“ – Richard M. Nixon[12]
- „Stand Up for America“ / „Steht auf für Amerika“ – George Wallace[1]

### 1972
- „Nixon Now“ / „Nixon jetzt“ – Richard M. Nixon
- „President nixon. Now More Than Ever“ / „Präsident Nixon. Heute mehr denn je“ – Richard M. Nixon
- „Acid, Amnesty, and Abortion for All“ / „Drogen, Straffreiheit und Abtreibung für alle“ – ein Slogan gegen die Demokratische Partei
- „Come home, America“ / „Komm heim, Amerika“ – George McGovern[1]

### 1976
- „He’s making us proud again“ / „Er macht uns wieder stolz“ – Gerald Ford[1]
- „Experience Counts“ / „Erfahrung zählt“ – Gerald Ford[1]
- „Not Just Peanuts“ / „Nicht bloß Kleinigkeiten“ – vom ehemaligen Erdnuss(Peanut-)farmer Jimmy Carter[1][13]
- „A Leader, For a Change“ / „Ein Führer für den Wechsel“ – Jimmy Carter. „For a change“ lässt sich auch mit „zur Abwechslung“ übersetzen.
- „Gritz 'n Fritz“ – Jimmy Carter und Walter Mondale[14]

### 1980
- „Are You Better Off Than You Were Four Years Ago?“ / „Geht es Ihnen besser als vor vier Jahren?“ und „Let’s Make America Great Again“ / „Macht Amerika wieder groß“ – Ronald Reagan
- „The Time Is Now“ / „Die Zeit ist jetzt “– Ronald Reagan
- „A Tested and Trustworthy Team“ / „Ein erprobtes und vertrauenswürdiges Team“ – Jimmy Carter and Walter Mondale

### 1984
- „It’s Morning Again in America“ / „Es ist wieder Morgen in Amerika“ – Ronald Reagan[1]
- „Where’s the beef?“ / „Wo ist das Rindfleisch?“ – Walter Mondale, nach einem damals populären Werbespot für eine Fastfoodkette

### 1988
- „Kinder, Gentler Nation“ / „Eine freundlichere, sanftere Nation“ – George H. W. Bush[1]
- „A Leader for America“ / „Ein Führer für Amerika“ – Robert Dole
- „Thousand points of light“ / „Tausend Lichtpunkte“ – George H. W. Bush; der Slogan bezieht sich auf die unzähligen karitativen Organisationen in den USA, für deren Förderung Bush sich aussprach.
- „Read My Lips, No New Taxes“ / „Lies meine Lippen, keine neuen Steuern“ – George H. W. Bush
- „On Your Side“ / „Auf Ihrer Seite“ – Michael Dukakis
- „Keep Hope Alive“ / „Die Hoffnung am Leben erhalten“ - Jesse Jackson

### 1992
- „For People, for a Change“ / „Für Menschen, für einen Wechsel“ – Bill Clinton. „For a change“ lässt sich auch mit „zur Abwechslung“ übersetzen.[10]
- „It’s the economy, stupid“ / „Es geht um die Wirtschaft, Dummkopf“ – Bill Clinton[1]
- „It’s Time to Change America“ / „Es ist Zeit, Amerika zu ändern“ – Bill Clinton
- „Putting People First“ / „Die Menschen an die erste Stelle setzen“ – Bill Clinton
- „Don't Stop Thinking About Tomorrow“ / „Niemals aufhören an Morgen zu denken“ – Bill Clinton, in Anlehnung an Fleetwood Macs Don’t Stop[15][16]
- „Ross for Boss“ / „Ross soll Chef werden“ – H. Ross Perot[1]

### 1996
- „Building a bridge to the twenty-first century“ / „Baut eine Brücke in das einundzwanzigste Jahrhundert“ – Bill Clinton[1]
- „Bob Dole. A Better Man. For a Better America.“ / „Bob Dole. Ein besserer Mann. Für ein besseres Amerika“ – Bob Dole
- „Go Pat Go“ / „Los Pat Los“ – Pat Buchanan

## Seit 2000

### 2000
- „Leadership for the New Millennium“ / „Führerschaft für das neue Jahrtausend“ – Al Gore
- „Prosperity and Progress“ / „Wohlstand und Fortschritt“ – Al Gore
- „Compassionate Conservatism“ / „Mitfühlender Konservativismus“ – George W. Bush
- „Reformer with Results“ / „Ein Reformator mit Ergebnissen“ – George W. Bush
- „Leave No Child Behind“ / „Kein Kind zurücklassen“ – George W. Bush[1]
- „Real Plans for Real People“ / „Echte Pläne für echte Menschen“ – George W. Bush[17]
- „Government Of, By, and For the People...Not the Monied Interests“ / „Eine Regierung für, von und mit dem Volk… nicht für die Interessen des Kapitals“ – Ralph Nader[17]

### 2004
- „Building a Safer World and a More Hopeful America“ / „Eine sichere Welt und ein hoffnungsvolleres Amerika bauen“ – George W. Bush[10]
- „Yes America Can“ / „Ja, Amerika kann!“ – George W. Bush[1]w
- „A Stronger America“ / „Ein stärkeres Amerika“ – John Kerry
- „Let America Be America Again“ / „Lasst Amerika wieder Amerika sein“ – John Kerry, Titel eines Gedichts von Langston Hughes[18]
- „Dean for America“ / „Dean für Amerika“ – Howard Dean
- „Lighting the fires of Liberty, one heart at a time“ / „Lasst das Licht der Freiheit erleuchten, ein Herz nach dem anderen“ – Michael Badnarik

### 2008

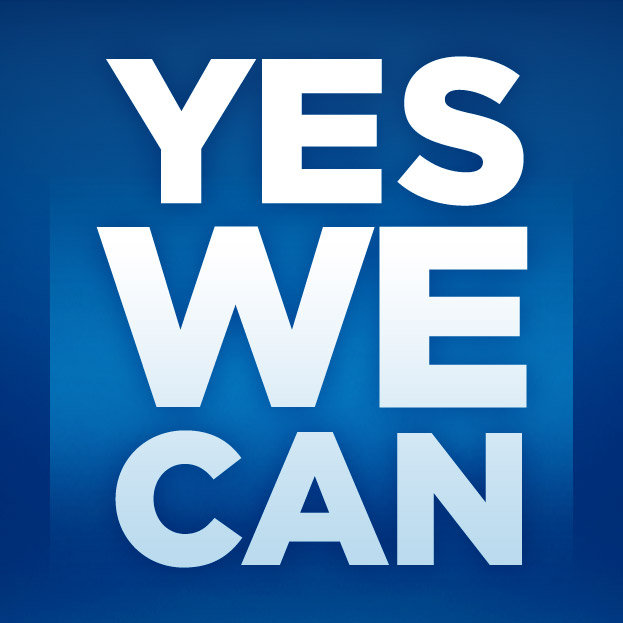
Plakat zur Präsidentschaftskampagne von Barack Obama

- „Yes We Can“ / „Ja, wir können es“ – Barack Obama
- „Change We Can Believe In.“ / „Veränderung, an die wir glauben“, oder, schlichter: „Change.“ / „Veränderung“ – Barack Obama
- „Change We Need.“ / „Veränderung, die wir brauchen“ – Barack Obama
- „Hope“ / „Hoffnung“ – Barack Obama
- „We are the ones we've been waiting for.“ / „Wir sind die, auf die wir gewartet haben.“ – Barack Obama
- „Country First“ / „Das Land zuerst“ – John McCain[1]
- „Reform, prosperity, and peace“ / „Reformen, Wohlstand und Frieden“ – John McCain[19]
- „People Fighting Back“ und „We’ll fight back“ / „Menschen wehren sich“ und „Wir wehren uns“  – Ralph Nader
- „Liberty for America“ / „Freiheit für Amerika“ – Bob Barr[20]
- „Ready for change, ready to lead“ / „Bereit für die Veränderung, bereit zu führen“ – Hillary Clinton[21]
- „Renewing the promise of America“ / „Erneuern des amerikanischen Versprechens“ – Hillary Clinton
- „Big Challenges, Real Solutions: Time to Pick a President“ / „Große Herausforderungen, echte Lösungen: Zeit einen Präsidenten zu wählen.“ – Hillary Clinton
- „In to Win“ / „Dabei, um zu gewinnen.“ – Hillary Clinton
- „Working for Change, Working for You“ / „Arbeiten für den Wandel, Arbeiten für Sie“ – Hillary Clinton
- „The strength and experience to make change happen“ / „Die Kraft und die Stärke um den Wandel passieren zu lassen“ – Hillary Clinton

### 2012

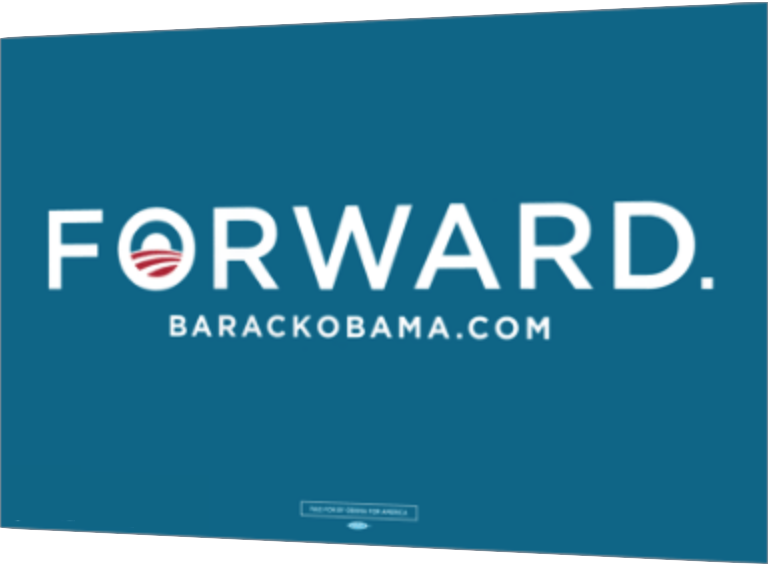
„Forward“ von Barack Obama

- „Forward“ / „Vorwärts“ – Barack Obama
- „Middle Class First“ / „Die Mittelschicht zuerst“  – Barack Obama[22]
- „Change We Can Believe In“ / „Veränderung an die wir glauben“ – Barack Obama[23]
- „Believe in America“ / „Glaubt an Amerika“ – Mitt Romney
- „America’s Comeback Team“ – Mitt Romney, nachdem er Paul Ryan als Running Mate wählte[24]
- „Obama Isn’t Working“ / „Obama macht seine Arbeit nicht“ bzw. „Obama funktioniert nicht“ – Mitt Romney, in Anlehnung an den britischen Wahlkampfslogan „Labour Isn't Working“[25]
- „Restore Our Future“ / „Unsere Zukunft wiederherstellen“ – Mitt Romney
- „The Courage to Fight for America“ / „Der Mut für Amerika zu kämpfen“ – Rick Santorum
- „Restore America Now“ / „Amerika jetzt wiederherstellen“ – Ron Paul[1]
- „The People’s President“ / „Der Präsident der Menschen“ – Gary Johnson
- „Live Free“ / „Frei leben“ – Gary Johnson
- „A Green New Deal for America“ / „Ein neuer grüner Deal für Amerika“ – Jill Stein
- „Citizenship Matters“ / „Staatsbürgerschaft zählt“ – Virgil Goode

### 2016

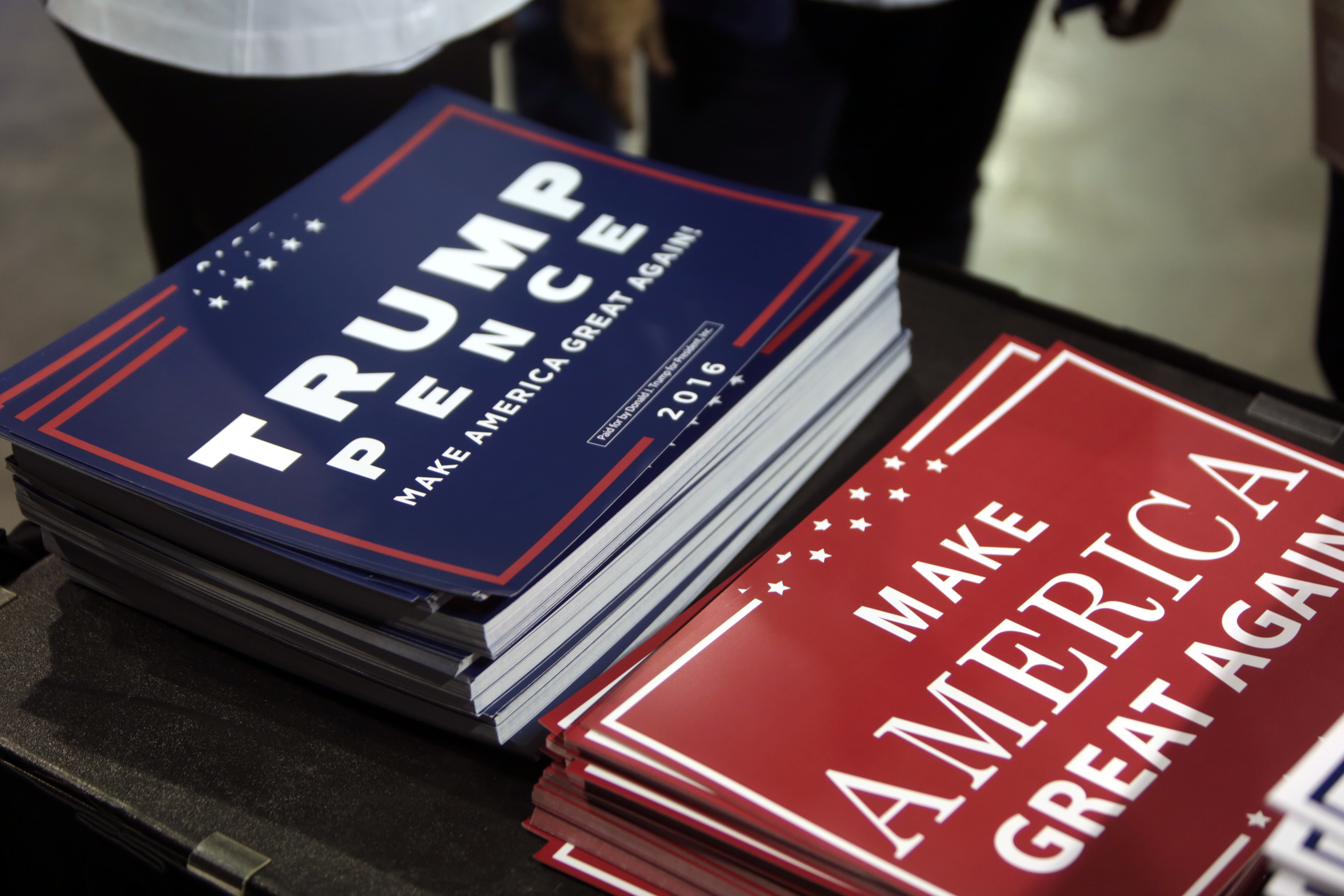
Slogans der Kampagne von Trump/Pence

- „Make America Great Again“ / „Macht Amerika wieder groß“ – Donald Trump
- „A New American Century“ / „Ein neues amerikanisches Jahrhundert“ – Marco Rubio
- „Courageous Conservatives“ / „Engagierte Konservative“ und „Reigniting the Promise of America“ / „Erneuert das Versprechen von Amerika“ – Ted Cruz
- „Jeb!“, „Jeb can fix it“ und „All in for Jeb“ / „Jeb!“, „Jeb machts“, „Alles für Jeb“ – Jeb Bush
- „Heal. Inspire. Revive.“ / „Heilen. Inspirieren. Wiederbeleben.“ – Ben Carson
- „From Hope to Higher Ground“ / „Von der Hoffnung in eine höhere Ebene“ – Mike Huckabee
- „New Possibilities. Real Leadership.“ / „Neue Möglichkeiten. Echte Führerschaft“ – Carly Fiorina
- „Defeat the Washington Machine. Unleash the American Dream.“ / „Besiegt den Washingtoner Apparat. Entfesselt den amerikanischen Traum.“ – Rand Paul
- „Hillary for America“ / „Hillary für Amerika“ – Hillary Clinton
- „Stronger Together“ / „Zusammen stärker“ – Hillary Clinton[17]
- „I’m with Her“ / „Ich bin mit ihr“ – Hillary Clinton[17]
- „A Future to Believe In“ / „Eine Zukunft, an die wir glauben können“ – Bernie Sanders
- „Feel the Bern“ / „Fühle Bernie“ (Anspielung auf den Fitnessslogan “Feel the burn”) – Bernie Sanders, kein offizieller Slogan, aber bekannter Hashtag[26]
- „Our Best America Yet!“ / „Unser bestes Amerika wie jetzt.“ – Gary Johnson
- „Make America Sane Again“ / „Macht Amerika wieder vernünftig“ – Gary Johnson[27]
- „It's in our hands“ / „Es liegt in unseren Händen“ – Jill Stein
- „It's never too late to do the right thing“ / „Es ist nie zu spät, das Richtige zu tun.“ – Evan McMullin

### 2020

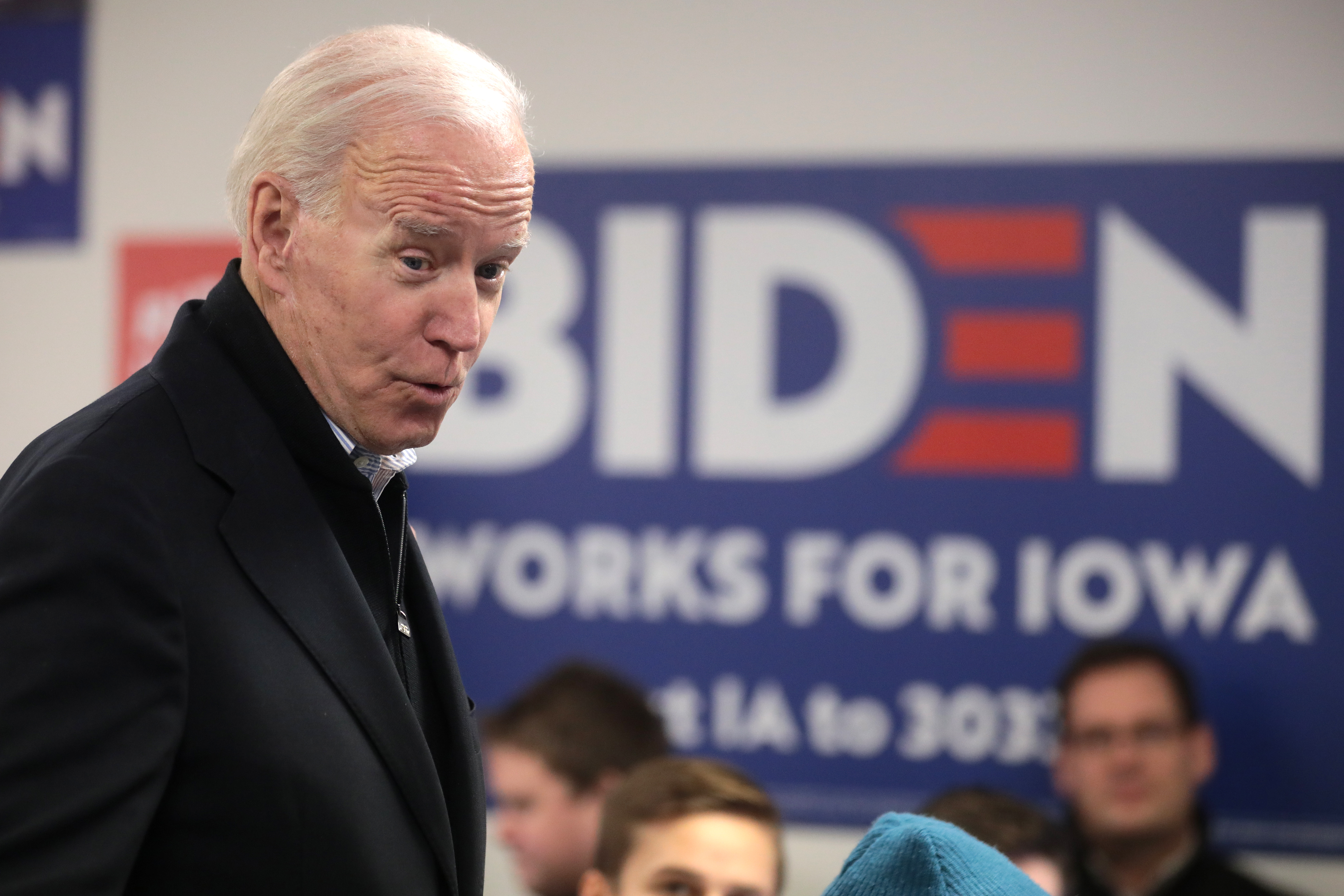
Biden Works for Iowa

- „Restore the Soul of The Nation“ /„Die Seele der Nation wieder herstellen“ – Joe Biden
- „Our best days still lie ahead“ / „Unsere besten Tage liegen noch vor uns“ – Joe Biden
- „No Malarkey!“ / „Kein Quatsch!“ – Joe Biden
- „Bye, Don“ / „Auf Wiedersehen, Don“ – Joe Biden
- „Biden Works for America“ / „Biden arbeitet für Amerika“ – Joe Biden
- „Built back better“ / „Besser wieder aufbauen“ – Bernie Sanders
- „Not me. Us“ / „Nicht ich. Wir.“ – Bernie Sanders
- „Feel the Bern“ / „Fühl den Bern“ – Bernie Sanders
- „Dream Big. Fight Hard.“ / „Träume groß. Kämpfe hart.“ – Elizabeth Warren
- „I like Mike“ / „Ich mag Mike“ – Michael Bloomberg
- „Mike will get it done“/ „Mike wird es schaffen“ – Michael Bloomberg
- „Win the Era“ / „Die Epoche gewinnen“ – Pete Buttigieg
- „A new generation of leadership“ / „Eine neue Generation von Führungskräften“ – Pete Buttigieg
- „BOOT EDGE EDGE“  - Pete Buttigieg; der Slogan verhilft als unübersetzbare Eselsbrücke zur richtige Aussprache seines Nachnamens
- „Lead with Love“ / „Führen mit Liebe“ – Tulsi Gabbard
- „Humanity First“ / „Menschlichkeit zuerst“ – Andrew Yang
- „Not left. Not right. Forward“ / „Nicht links. Nicht rechts. Geradeaus“ – Andrew Yang
- „MATH - Make America Think Harder“ / „Amerika muss härter denken“ – Andrew Yang
- „Building Opportunity Together“ / „Gemeinsam Möglichkeiten erarbeiten“ – Michael Bennet
- „Focus on the Future“ / „Fokus auf die Zukunft“ – John K. Delaney
- „We Rise“ /„Wir erheben uns“ – Cory Booker
- „Join the Evolution!“ / „Sei Teil der Entwicklung!“ – Marianne Williamson
- „One Nation. One Destiny“ / „Eine Nation. Ein Schicksal.“ – Julian Castro
- „For The People“ / „Für die Menschen“ – Kamala Harris
- „We’re all in this together.“ / „Wir sitzen alle im selben Boot“ – Beto O’Rourke
- „Our Future Is Now“ / „Unsere Zukunft ist jetzt“ – Tim Ryan
- „Working People First“ / „Arbeitende Menschen zuerst“ – Bill de Blasio
- „Brave Wins“ / „Tapfer gewinnt“ – Kirsten Gillibrand
- „Our Moment“ / „Unser Moment“ – Jay Inslee
- „Stand Tall“ / „Aufrecht Stehen“ – John Hickenlooper
- „End the American Empire“ / „Beendet das amerikanische Imperium“ – Mike Gravel
- „Go Big. Be Bold. Do Good.“ /„Sei groß. Sei kühn. Tue Gutes.“ – Eric Swalwell
- „Take. Our. Democracy. Back.“ / „Nehmt. Unsere. Demokratie. Zurück.“ – Ben Gleib
- „Let’s Save America, OK?“ / „Lasst uns Amerika retten, OK?“ – Ben Gleib
- „Keep America Great“ / „Haltet Amerika groß“ – Donald Trump
- „Make America Great Again“ / „Macht Amerika wieder groß“ – Donald Trump
- „Promises Made, Promises Kept“ / „Versprechen gemacht, Versprechen gehalten“ – Donald Trump
- „Buy American, Hire American“ / „Kauft amerikanisch, stellt Amerikaner ein“ – Donald Trump
- „Make Our Farmers Great Again“ / „Macht unsere Bauern wieder groß“ – Donald Trump
- „Build the Wall, and Crime Will Fall“ / „Baut die Mauer, und die Kriminalität wird zurückgehen“ – Donald Trump
- „Jobs, not Mob“ / „Jobs statt Mob“ – Donald Trump
- „Leadership America Deserves“ / „Die Führerschaft, die Amerika verdient“ – Donald Trump
- „Don’t Vote McAfee“ /„Wählen Sie nicht McAfee“ – John McAfee
- „Advance Liberty“ / „Freiheit voranbringen“ – Arvin Vohra
- „Lincoln for Liberty“ / „Lincoln für Freiheit“ – Lincoln Chafee

#### 2024
- „Let’s Finish the Job“ / „Den Job beenden“. – Joe Biden
- „Let’s Win This“ / „Lasst uns das gewinnen“ – Kamala Harris
- „Together, we can win this!“ / „Zusammen können wir gewinnen!“ – Kamala Harris
- „When We Fight, We Win“ / „Wenn wir kämpfen werden wir gewinnen“ – Kamala Harris
- „Make America Great Again“  – Donald Trump
- „I was indicted for you“ / „Ich wurde für Sie angeklagt“ – Donald Trump